# Raza Española
Raza Española fue una revista cultural publicada en España entre 1919 y 1930, fundada por Blanca de los Ríos.

## Historia
Fue fundada, y en adelante dirigida, por Blanca de los Ríos en 1919 y desde sus páginas se pretendió destacar la influencia cultural de España en el mundo y en particular en Hispanoamérica, interpretando la historia del país bajo una luz favorable. En la redacción intervinieron  Miguel Asín Palacios, Álvaro Alcalá-Galiano, Antonio Ballesteros Beretta, Francisco Javier Sánchez Cantón, Juan Gualberto López-Valdemoro de Quesada, conde de las Navas, y Adolfo Bonilla. Dejó de publicarse en 1930. Su título ha sido descrito como «pretencioso».
Promonárquica y afín al pensamiento menendezpelayista, en la revista colaboraron firmas como las de Emilia Pardo Bazán, Sofía Casanova, Concha Espina, Vicente Lampérez (cónyuge de la directora), Elías Tormo, José Francés, José Ramón Mélida, Francisco Rafael de Uhagón, Francisco Javier Sánchez Cantón, Antonio Méndez Casal, Pedro Garrigós, Alfonso Pérez Gómez Nieva, Eugenio D'Ors, Luis Araujo Costa, Manuel Escrivá de Romaní, conde de Casal, José Ortega Munilla, Jerónimo Becker, José Marvá, Félix de Llanos y Torriglia, Carlos María Ocantos o Manuel Serafín Pichardo, entre otras.